# Zilephus granulosus
Genre
Espèce
Zilephus granulosus, unique représentant du genre Zilephus, est une espèce d'araignées aranéomorphes de la famille des Linyphiidae.

## Distribution
Cette espèce est endémique de la province de Terre de Feu en Argentine,. Elle se rencontre vers Ushuaïa.

## Description
La femelle décrite par Dupérré et Harms en 2018 mesure 2,32 mm.

## Publication originale
- Simon, 1902 : Arachnoideen, exclu. Acariden und Gonyleptiden. Ergebnisse der Hamburger Magalhaensische Sammelreise, Hamburg, vol. 6, no 4, p. 1-47.